# レーダー (消しゴム)

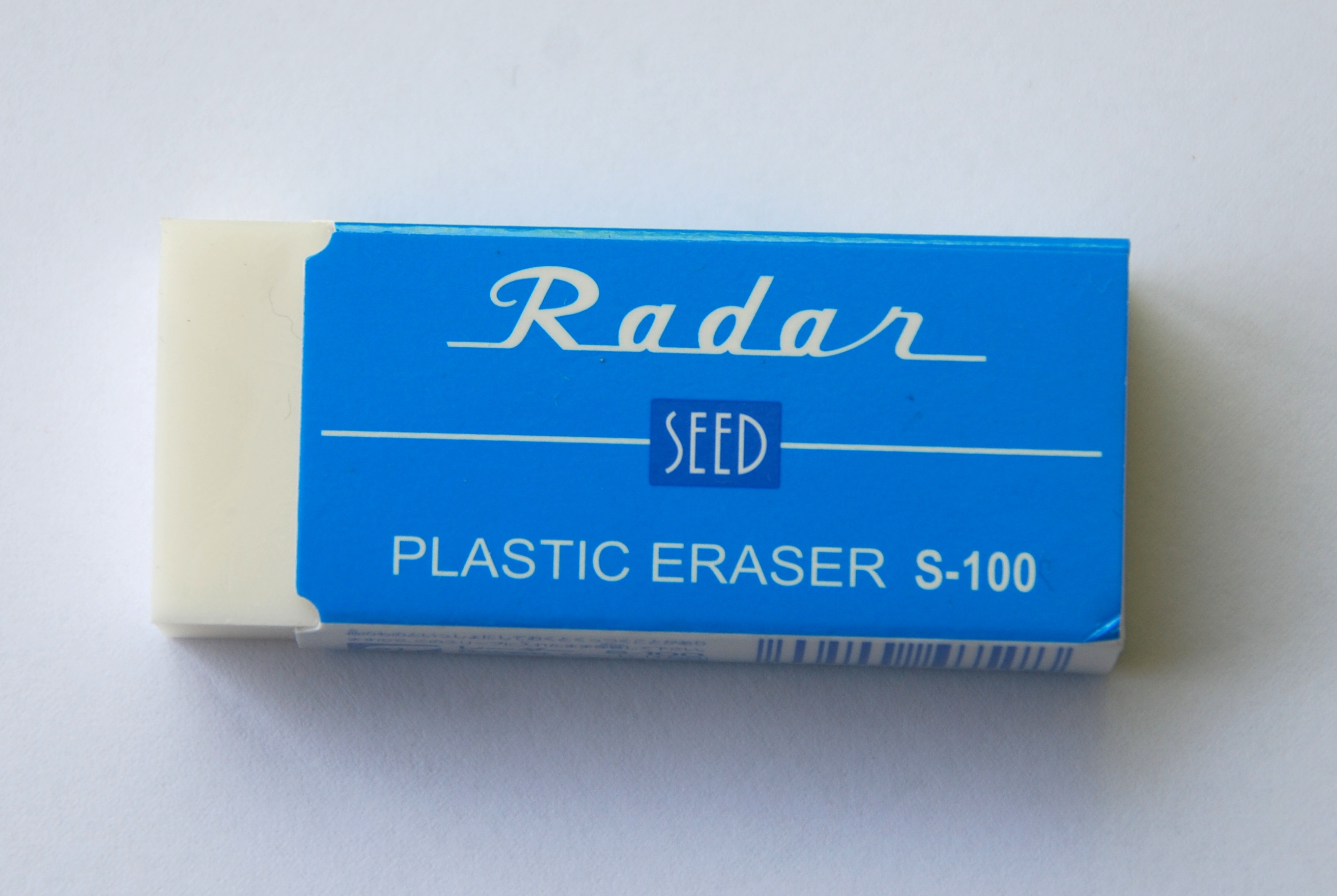
レーダー消しゴム（レーダーS-100）。

レーダー (Radar) は、大阪市の文具メーカー、シード社が製造するプラスチック消しゴムの商品名である
。関西をはじめとする西日本においては、定番の消しゴムとして広く認知されている。「レーダー」の商品名は「レーダーのようにユーザーニーズをいち早く捉えたい」という意図からつけられたものである。

## 歴史

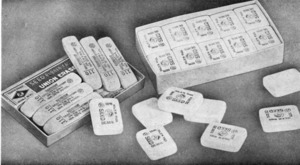
1943年（昭和18年）の三木康作ゴム製造所カタログに掲載されている消しゴム。

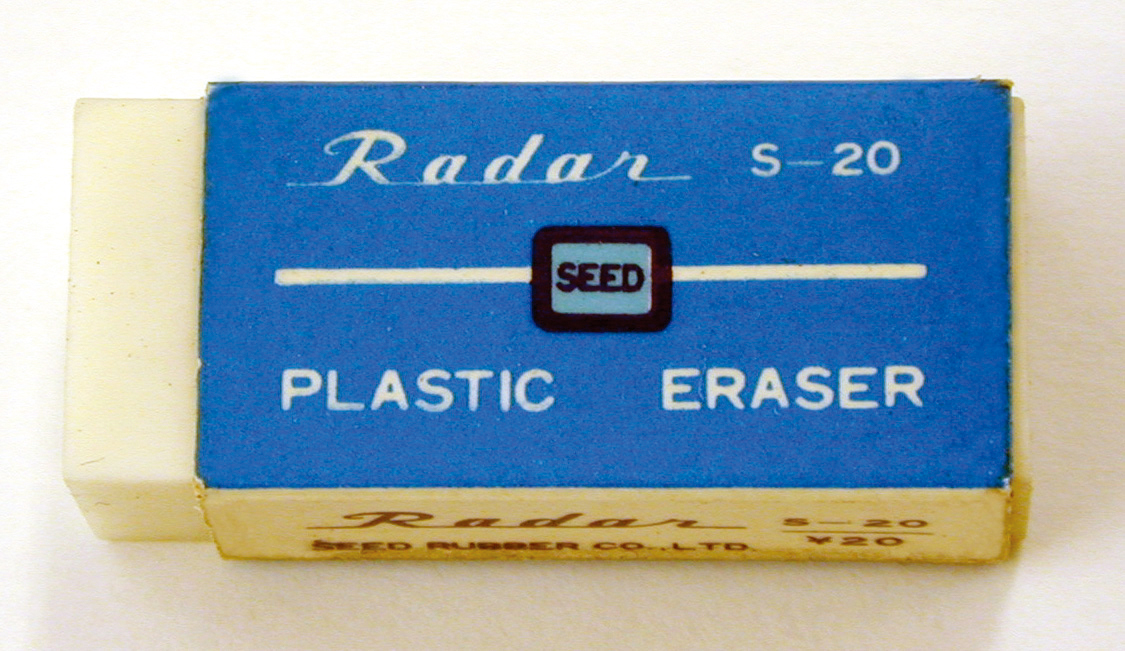
販売当初のレーダー（S-20）。

1915年（大正4年）に「三木康作ゴム製造所」の社名で創業されたシード社は、天然ゴムを加工し、ゴムチューブやマット、ホースなどを製造する企業であったが、幅広い製品を手掛けるよりも、有望な市場へ特化した方が得策であるという経営判断のもと、1950年（昭和25年）に「シードゴム工業」と社名を変更、消しゴムの専業メーカーとして再スタートを切った。同社は戦後入手困難となっており、また自然素材ゆえ品質も安定しなかった天然ゴムに代わる素材として軟質塩化ビニル樹脂に着目し、1954年（昭和29年）に塩化ビニルを用いた字消しの製法特許を取得、昭和30年代には世界に先駆け「プラスチック字消し」を発売した。
シード社は1968年（昭和43年）に「レーダー」の発売を開始する。この製品は、同社のそれまで手掛けてきたプラスチック消しゴムの集大成ともいえるものであった。レーダーの値段は20円と、当時の消しゴムとしてはやや高めの値段ではあったものの、1970年（昭和45年）、雑誌『暮しの手帖』6月号に掲載された消しゴムのテスト記事にて高い評価を得たことから人気が急上昇、文具店ではレーダーの指名買いが相次ぐようになった。高度経済成長によるオフィス需要の増加と、学童数の増加もレーダーの商況を後押しした。しかし70年代を過ぎ、流通の現場が文具店からスーパーマーケットや量販店、コンビニエンスストアにシフトしていく中、積極的な提案型営業に遅れをとったシード社は東日本におけるシェアを著しく落とすこととなった。
1989年（平成元年）には最も売れている「S-60」に比べ、体積比で約43倍もある巨大な消しゴム「S-JUMBO」の発売が開始、2002年（平成14年）にはそれよりひとまわり小さい「S-1000」、2005年（平成17年）には大きさ160×75×27mm、重さ約2.3kgの「S-10000」がラインアップに加えられた。2016年（平成28年）にはデザイン会社であるGRAPHとの提携により、同社のヘッドデザイナーである北川一成が手掛けた、余計な装飾を削ぎ落としたシンプルなデザインを特徴とする「Gシリーズ」が発売された。

## 商品
レーダー
青いケースが特徴で、消しゴムにかかる圧力を分散するため4隅が切り落とされている。また、フィルム包装にはミシン目が入っており、片手でも容易に開けられるように工夫されている。アルファベットの"S"はゴムがソフト (soft) であること、原則として数字は消しゴムの価格を指している。現在は、こちらになっている。
- レーダーS-60→レーダーSR-70
- レーダーS-80→レーダーSR-100
- レーダーS-100→レーダーSR-120
- レーダーS-150→生産終了
- レーダーS-200→レーダーSR-240
- レーダーS-300→レーダーSR-360
- レーダーS-1000→レーダー SR-1200
- レーダーS-JUMBO
- レーダーS-10000

レーダーブラック
白いケースの黒いレーダー。
- レーダーブラック60→レーダーブラック70
- レーダーブラック100→レーダーブラック120

クリアレーダー
優れた消字能力と透明性を持たせたレーダー。透明なため従来の白い消しゴムとは異なり、消したい文字の部分が見える。
- クリアレーダー100
- クリアレーダー150

太陽のレーダー（サンレーダー）
太陽の光に当てると色が変わる半透明の消しゴムで、PVはピンクからバイオレット、LBはライトグリーンからブルー、BGはライトブルーからグリーンに変化する。
- 太陽のレーダーPV
- 太陽のレーダーLB
- 太陽のレーダーBG

カラフルレーダーライト
5色のバリエーションがあり、関東地方での人気が比較的高い商品である。
- カラフルレーダーライト60
  - カラフルレーダーライト60 レッド
  - カラフルレーダーライト60 オレンジ
  - カラフルレーダーライト60 ブルー
  - カラフルレーダーライト60 グリーン
  - カラフルレーダーライト60 ピンク
- カラフルレーダーライト100
  - カラフルレーダーライト100 レッド
  - カラフルレーダーライト100 オレンジ
  - カラフルレーダーライト100 ブルー
  - カラフルレーダーライト100 グリーン
  - カラフルレーダーライト100 ピンク

レーダー s-mini-3p
レーダーS-60の二分の一サイズの消しゴムで、3個パックで発売されている。
神宮御山杉レーダー
伊勢神宮の御山杉をケースに使用したレーダー。
カットオフレーダー
ケースにミシン目が入っているのが特徴である。
- カットオフレーダー ピンク
- カットオフレーダー ライム
- カットオフレーダー オレンジ

レーダー学習用
小学生がよく使う鉛筆に特化した消しゴムで、2B鉛筆用（ネイビー、レッド）、4B鉛筆用（グリーン、バイオレット）、6B鉛筆用（ブルー、ピンク）がある。
- レーダー学習用 ネイビー
- レーダー学習用 レッド
- レーダー学習用 グリーン
- レーダー学習用 バイオレット
- レーダー学習用 ブルー
- レーダー学習用 ピンク

レーダーライン
細部を消しやすいよう厚さが5mmのみとなっている。
レーダーポイント
細部を消しやすいようクロス型で角が多くなっている。
レーダーTW
ひねると出てくる繰り出し式消しゴムで、キャップ部分にはストラップ穴が、グリップ部分には転がり防止のストッパーがある。3色のラインナップがあり、それぞれ消しゴムの形が異なる（レッドは丸形、イエローは三角形、グリーンは四角形）。
- レーダーTW ピンク
- レーダーTW イエロー
- レーダーTW グリーン

レーダーノック2
ノック式のレーダー。
- レーダーノック2 ホワイト
- レーダーノック2 ブルー
- レーダーノック2 ブラック

### Gシリーズ
Gレーダー
Gノンダスト
Gフォーシャープ
Gフォーカラー
Gフォーソフト
G Radar bk/WT
- GレーダーBK
- GレーダーWT

G Radar 820

### 年限定商品
ブラックレーダー2015
ブラックに金字のスリーブの、シード創業100周年記念に作られた2015年限定レーダー。
ホワイトレーダー2016
パールホワイトに金字のスリーブの、2016年限定レーダー。
チョコレーダー2017
チョコレートカラーに金字のスリーブの、2017年限定レーダー。
50周年記念レーダー2018
通常色のレーダーカラーに金字のスリーブの、レーダー発売50周年記念に作られた2018年限定レーダー。
50周年記念50色レーダー
レーダーのスリーブカラーを50色揃えた、レーダー発売50周年記念に作られた2018年限定レーダー。
50周年記念50色レーダー2
ブラックレーダーのスリーブカラーを50色揃えた、レーダー発売50周年記念に作られた2018年限定レーダー。
50周年記念レーダーBK
メタリックなグレーにカラーラインがあるスリーブの、レーダー発売50周年記念に作られた2018年限定レーダー。
ピンクゴールドレーダー2019
ピンクゴールドにマットホワイトの字のスリーブの、2019年限定レーダー。
ビクトリーレーダー
メダルをモチーフにした金銀銅のスリーブの、2020年限定レーダー。